# Badr (Arabia Saudita)

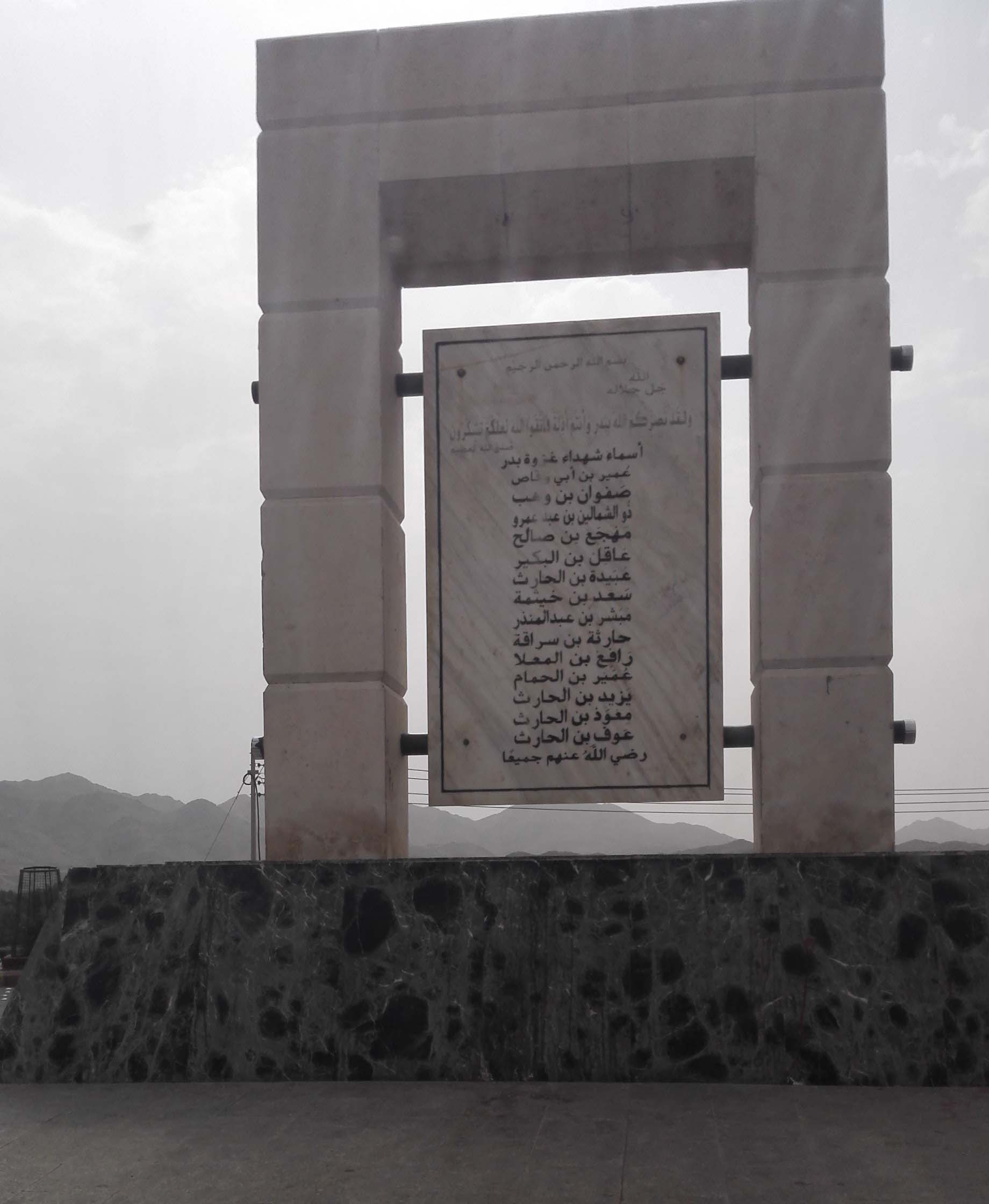
14 martyrs of Badr Al Kabir The Battle of Badr.

Badr (en árabe: بَـدْر‎, nombre completo: Badr Hunayn, en árabe: بدر حنین‎) es una ciudad de la provincia de Medina, Al-Hijaz, Arabia Saudita. Se encuentra a unos 130 km (80,8 mi) de la ciudad santa del Islam, Medina. Fue el lugar de la Batalla de Badr, entre los Coraichitas-liderados por Politeístas, y los musulmanes bajo el liderazgo de Mahoma, en el año 624.

## Clima
Badr tiene clima desértico cálido (clasificación climática de Köppen BWh). Con veranos largos y extremadamente calurosos e inviernos suaves. En invierno, las noches alcanzan una media de 10-15 °C (50-59 °F). En pleno verano, no son inusuales las temperaturas superiores a 45 °C (113 °F). Las precipitaciones anuales son escasas, y las lluvias son más frecuentes entre noviembre y febrero.
| Parámetros climáticos promedio de Badr Hunain | Parámetros climáticos promedio de Badr Hunain | Parámetros climáticos promedio de Badr Hunain | Parámetros climáticos promedio de Badr Hunain | Parámetros climáticos promedio de Badr Hunain | Parámetros climáticos promedio de Badr Hunain | Parámetros climáticos promedio de Badr Hunain | Parámetros climáticos promedio de Badr Hunain | Parámetros climáticos promedio de Badr Hunain | Parámetros climáticos promedio de Badr Hunain | Parámetros climáticos promedio de Badr Hunain | Parámetros climáticos promedio de Badr Hunain | Parámetros climáticos promedio de Badr Hunain | Parámetros climáticos promedio de Badr Hunain |
| Mes                                           | Ene.                                          | Feb.                                          | Mar.                                          | Abr.                                          | May.                                          | Jun.                                          | Jul.                                          | Ago.                                          | Sep.                                          | Oct.                                          | Nov.                                          | Dic.                                          | Anual                                         |
| --------------------------------------------- | --------------------------------------------- | --------------------------------------------- | --------------------------------------------- | --------------------------------------------- | --------------------------------------------- | --------------------------------------------- | --------------------------------------------- | --------------------------------------------- | --------------------------------------------- | --------------------------------------------- | --------------------------------------------- | --------------------------------------------- | --------------------------------------------- |
| Temp. máx. media (°C)                         | 25.8                                          | 27.2                                          | 30.4                                          | 34.1                                          | 38.4                                          | 41.0                                          | 41.6                                          | 42.0                                          | 39.9                                          | 36.0                                          | 30.3                                          | 26.6                                          | 34.4                                          |
| Temp. media (°C)                              | 19.6                                          | 20.8                                          | 23.6                                          | 27.5                                          | 32.0                                          | 34.8                                          | 35.2                                          | 35.6                                          | 32.7                                          | 28.4                                          | 24.5                                          | 20.4                                          | 27.9                                          |
| Temp. mín. media (°C)                         | 13.5                                          | 14.4                                          | 16.8                                          | 21.4                                          | 25.6                                          | 28.6                                          | 28.8                                          | 29.2                                          | 25.8                                          | 21.8                                          | 18.6                                          | 14.2                                          | 21.5                                          |
| Días de lluvias (≥ 1 mm)                      | 1.4                                           | 1.4                                           | 0.6                                           | 0                                             | 0                                             | 0                                             | 0                                             | 0                                             | 0.2                                           | 0.8                                           | 2.0                                           | 3.6                                           | 10                                            |
| Fuente: World Weather Center                  |                                               |                                               |                                               |                                               |                                               |                                               |                                               |                                               |                                               |                                               |                                               |                                               |                                               |

## Batalla de Badr
Según fuentes islámicas, el líder Quraishi Abu Jahl dijo:

Por Alá, no volveremos hasta que hayamos estado en Badr, pues pasaremos allí tres días, sacrificaremos camellos y haremos un festín y beberemos vino, y las chicas tocarán para nosotros. Los árabes se enterarán de que hemos venido y nos hemos reunido, ¡y nos respetarán en el futuro! Así que, ¡vamos!

Akhnas ibn Shariq al-Thaqifi y los Banu Zuhrah estaban en la Meca como parte de la escolta que precedió a la batalla, pero como creyó que la caravana estaba a salvo, no se unió a Quraish en su camino hacia un festival en Badr. Regresó con Banu Zuhrah por lo que los dos clanes presentes en la batalla.